# (32625) 2001 RZ45
2001 أر زد 45 (ويعرف أيضًا باسم (32625) 2001 أر زد 45 وفق تسمية الكوكب الصغير) (بالإنجليزية: 2001 RZ45)‏ هو كويكب ضمن حزام الكويكبات؛ وترتيبه 32625 من حيث الاكتشاف.
اكتُشف هذا الجُرم الفلكي بواسطة Jaume Nomen ‏ في 15 سبتمبر 2001.

## وصلات خارجية
- (32625) 2001 RZ45 في قاعدة بيانات مختبر الدفع النفاث لأجرام النظام الشمسي الصغيرة

- الاكتشاف · مخطط المدار ·  العناصر المدارية · المعلمات المادية

- (32625) 2001 RZ45 على موقع ويكي سكاي: DSS2, SDSS, GALEX, IRAS, Hydrogen α, X-Ray, Astrophoto, Sky Map, Articles and images